# 琥
琥是中国古代用于祭祀的玉质虎形物。《说文》：“琥，发兵瑞玉，为虎文。”《周礼·春官·大宗伯》：“以玉作六器，以礼天地四方：以苍璧礼天，以黄琮礼地，以青圭礼东方，以赤璋礼南方，以白琥礼西方，以玄璜礼北方”。
殷墟妇好墓出土了八件琥，其中圆雕4件，片雕4件。玉质为深绿色，上有黄色沁，立体圆雕呈虎形，作伏卧状。方形头，头顶双角后伏，“臣”字形眼，张口露齿，背呈弧形，中部下凹，臀部隆起，四肢前屈，尾长下垂，尾尖上卷。器身饰卷云纹，尾饰竹节纹。
琥在后世一直作为装饰品沿用。